# 빈 대학교
빈 대학교(독일어: Universität Wien)는 1365년에 세워진 오스트리아의 대학교이다. 매년 약 10,000명의 학생이 졸업한다.

## 역사
1365년 합스부르크 왕가 군주 루돌프 4세에 의하여 설립되었다. 설립 당시에는 법학·의학·문학의 세 학부로 출발하였으나 1384년 신학부가 부설되면서 파리에서 초청한 신학자 앙리 드 강이 파리 대학을 모델로 대학을 재조직하였다. 1520년에는 독일어권 대학 중에서 가장 많은 학생을 수용하기에 이르렀으나 종교개혁의 영향으로 급격히 쇠퇴하여 1623년에 예수회에서 인수하였다. 18세기 신성로마제국의 여왕 마리아 테레지아의 교육개혁에 의해 부활되고, 의학·법학·역사학 등의 분야에서 빈 학파를 형성하여 그 이름을 떨쳤으며, 1848년∼1850년 문교부장관 L.튤의 적극적인 노력에 힘입어 많은 개혁을 단행하였다.
가톨릭 신학, 프로테스탄트 신학, 법학·정치학, 사회과학·경제학, 의학, 철학, 자연과학, 인문학 등의 학부가 있다.

## 같이 보기
- 빈 천문대